# Казиева, Захра Керим кызы
Захра Керим кызы Казиева (азерб. Zəhra Kərim qızı Qazıyeva; 1912, Нахичевань — 1989, Баку) — советский терапевт, главный врач сельской участковой больницы Бардинского района Азербайджанской ССР. Герой Социалистического Труда (1969).

## Биография
Захра Казиева родилась в 1912 году в городе Нахичевань.
В 1942 году окончила Азербайджанский государственный медицинский институт имени Нариманова.
Начала трудовую деятельность в сельском медпункте села Отузикиляр Бардинского района. С 1959 года — главный врач Колаирской сельской участковой больницы. За 30-летнюю трудовую деятельность в Колаире, по инициативе Казиевой в селе были построены новая больница, зоны отдыха, открыты артезианские колодцы.
Указом Президиума Верховного Совета СССР от 4 февраля 1969 года за большие заслуги в области охраны здоровья советского народа Захре Керим кызы Казиевой присвоено звание Героя Социалистического Труда с вручением ордена Ленина и золотой медали «Серп и Молот».
Депутат Верховного Совета СССР VI созыва (1962—1966).
Скончалась в 1989 году.
Награды
- медаль «Серп и Молот» (04.02.1969)
- два ордена Ленина (11.02.1961; 04.02.1969)
- Заслуженный врач Азербайджанской ССР